# Caridina annandalei
Caridina annandalei е вид десетоного от семейство Atyidae. Видът е застрашен от изчезване.

## Разпространение и местообитание
Разпространен е в Мианмар.
Обитава сладководни басейни, реки и канали.